# Aloguinsan
Aloguinsan é um município de  quarta classe de renda municipal (d) na província Cebu, nas Filipinas. De acordo com o censo de 1 de maio  de  2020 possui uma população de 34 466 pessoas e 7 763 domicílios.